# Circle in the Square Theatre
Il Circle in the Square Theatre è un teatro di Broadway sito nel quartiere di Midtown Manhattan a New York.

## Storia
Il primo Circle in the Square Theatre fu fondato da Theodore Mann, José Quintero, Jason Wingreen, Aileen Cramer ed Emily Stevens nel 1951, al numero 5 di Sheridan Square, nel Greenwich Village. Nella sua prima incarnazione il teatro ospitò principalmente varietà, cabaret e musica classica. Pur non avendo la licenza da teatro, il Circle in the Square ospitò anche alcuni allestimenti di opere di prosa, tra cui la prima della pièce di Tennessee Williams Estate e fumo e i drammi di Eugene O'Neill Desiderio sotto gli olmi e Arriva l'uomo del ghiaccio. Nel 1960 la compagnia si trasferì nella sua nuova sede, il Circle in the Square Downtown, al numero 159 di Bleecker Street, sempre nel Village, dopo il teatro fu inaugurato dalla commedia di Thornton Wilder Piccola città.
Tra il 1969 e il 1972 il teatro attuale fu costruito, su progetto di Alan Sayles, sul modello dei teatri greci e romani e, in quanto tale, è l'unico teatro di Broadway con un vomitorium. Insieme al Vivian Beaumont Theater del Lincoln Center, il Circle in the Square Theatre è inoltre l'unico teatro di Broadway con un thrust stage, un palco che si estende nella platea e che è quindi circondato da spettatori su tre lati.
Dall'apertura nel 1972, il Circle in the Square Theatre ha ospitato numerosi revival di classici del teatro statunitense, tra cui Il lutto si addice ad Elettra (1972), Morte di un commesso viaggiatore (1975), Lo zoo di vetro (1975), La notte dell'iguana (1976) e La rosa tatuata (1995), oltre che i musical Pal Joey (1976), Sweeney Todd (1989) e The Rocky Horror Show (2000). Diverse produzioni di scarso successo negli anni 90 portò il teatro alla bancarotta nel 1997, ma due anni più tardi il Circle in the Square Theatre fu riaperto al pubblico e da allora ha avuto in cartellone pluripremiati allestimenti di musical e opere di prosa di successo, tra cui Fun Home e un revival di Oklahoma!.